# شار ریچی

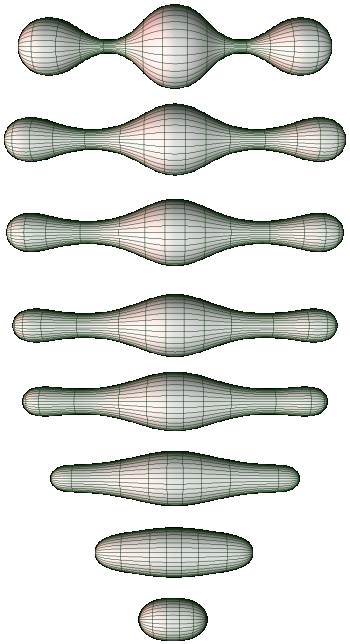
مراحل متعددی از شار ریچی روی یک منیفلد دو بعدی

در شاخه ریاضیاتی هندسه دیفرانسیل، شار ریچی (به انگلیسی: Ricci Flow) (‎/ˈriːtʃi/‎، ایتالیایی: [ˈrittʃi])، که برخی مواقع به آن شار ریچی همیلتون نیز گفته می‌شود، نوعی معادلات دیفرانسیل با مشتقات جزئی (PDE) برای متریک ریمانی است. اغلب گفته می‌شود که شار ریچی، به دلیل شباهت‌های صوری در ساختار ریاضیاتی معادله اش، مشابه با انتشار گرما و معادله گرما است؛ با این حال شار ریچی پدیده‌های بسیاری را از خود بروز می‌دهد که در مطالعه معادله گرما دیده نمی‌شوند. همچنین نتایج متعددی از شار ریچی، برای شار انحنای میانگین ابررویه‌ها نیز نشان داده شده‌است.
شار ریچی، که نامگذاری اش به دلیل حضور تنسور ریچی در تعریفش می‌باشد، اولین بار توسط ریچارد اس. همیلتون معرفی شد که از آن، جهت اثبات یک قضیه کره سه بعدی بهره جست ((Hamilton 1982)). همیلتون براساس پیشنهاد شینگ تونگ یائو مبنی بر این که جواب‌های تکین شار ریچی را می‌توان به کمک داده‌های توپولوژیکی پیش‌بینی شده در حدس هندسی سازی ویلیام ثرستن شناسایی نمود، نتایجی را در دهه ۱۹۹۰ میلادی تولید کرد که سمت و سویش در جهت حل آن بود. گریگوری پرلمان در ۲۰۰۲ و ۲۰۰۳ میلادی، نتایج جدیدی در مورد شار ریچی ارائه نمود که شامل گونه نوینی از برخی جنبه‌های فنی روش همیلتون بود ((Perelman 2002)، (Perelman 2003a)). او در سال ۲۰۰۶ به دلیل مشارکت‌هایش در شار ریچی، مدال فیلدز را برنده شد که از قبول آن امتناع نمود.
اکنون کارهای همیلتون و پرلمن به‌طور گسترده به عنوان اثباتی برای حدس ثرستن در نظر گرفته شده و شامل حالت خاصی از حدس پوانکاره می‌باشد که از ۱۹۰۴ میلادی یک مسئله باز در زمینه توپولوژی هندسی به‌شمار می‌رود. با این حال، بسیاری از روش‌های پرلمن وابسته به برخی از نتایج به شدت تکنیکی از زیرشاخه‌های به ظاهر بی ارتباط هندسه دیفرانسیل است، چنان‌که اثبات کامل حدس ثرستن تنها توسط تعداد بسیار معدودی از ریاضی‌دانان درک شده‌است. اثبات حدس پوانکاره، به دلیل میانبرهای استدلالی حاصل از کارهای پرلمان، توبیاس کولدینگ و ویلیام مینیکوزی، به‌طور وسیع تری شناخته شده‌است ((Perelman 2003b)، (Colding و Minicozzi 2005)). از این حدس به عنوان یکی از موفقیت‌های عمده در شاخه ریاضیاتی آنالیز هندسی یاد می‌شود.
بعدها سیمون برندل و ریچارد شون، قضیه کره همیلتون را به ابعاد بالاتر توسعه دادند و با این کار حدس کره دیفرانسیل‌پذیر را که به مدت بیش از پنجاه سال لاینحل باقی مانده بود را به عنوان حالت خاصی از هندسه ریمانی اثبات نمودند ((Brendle و Schoen 2009)).

## تعریف ریاضیاتی
متریک ریمانی {\displaystyle g} روی منیفلد هموار {\displaystyle M}، به‌طور خودکار تنسور ریچی {\displaystyle Ric^{g}} را تعیین می‌کند. برای هر عنصر {\displaystyle p} از {\displaystyle M}، {\displaystyle g_{p}} براساس تعریف، ضرب داخلی مثبت-معینی روی {\displaystyle T_{p}M} است؛ اگر خانواده تک-پارامتری از متریک ریمان {\displaystyle g_{t}} داده شده باشد، می‌توان مشتق {\displaystyle {\tfrac {\partial }{\partial t}}g_{t}} را در مقدار به‌خصوصی از {\displaystyle t} یافت، بدین ترتیب به هر نقطه {\displaystyle p}، فرم دوخطی متقارنی روی {\displaystyle T_{p}M} نسبت داده می‌شود. از آنجا که تنسور ریچی یک متریک ریمانی نیز به هر نقطه {\displaystyle p}، یک فرم دو-خطی متقارن روی {\displaystyle T_{p}M} نسبت می‌دهد، تعریف زیر معنادار خواهد بود:
- اگر منیفلد همواری چون {\displaystyle M}، و بازه حقیقی بازی چون {\displaystyle (a,b)} داده شده باشد، «شار ریچی» به هر {\displaystyle t\in (a,b)}، متریک ریمانی {\displaystyle g_{t}} روی {\displaystyle M} را چنان نسبت می‌دهد که:

{\displaystyle {\tfrac {\partial }{\partial t}}g_{t}={-}2Ric^{g_{t}}}
تنسور ریچی را اغلب به عنوان مقدار میانگین انحناهای مقطعی، یا تریس (اثر) تنسور انحنای ریمانی در نظر می‌گیرند. با این حال، برای تحلیل شار ریچی، تعریف پذیر بودن تنسور ریچی در مختصات موضعی، توسط فرمول جبری که با مشتقات اول و دوم تنسور متریک درگیر است، از اهمیت بسیاری برخوردار می‌باشد. کارکتر خاص این فرمول، بنیان وجود شار ریچی را فراهم می‌آورد.
فرض کنید {\displaystyle k} یک عدد ناصفر باشد. اگر {\displaystyle g_{t}} شار ریچی دلخواهی روی بازه باز {\displaystyle (a,b)} باشد، {\displaystyle G_{t}=g_{kt}} را برای {\displaystyle t} بین {\displaystyle {\tfrac {a}{k}}} و {\displaystyle {\tfrac {b}{k}}} در نظر بگیرید. آنگاه:
{\displaystyle {\frac {\partial }{\partial t}}g_{t}=-2\operatorname {Ric} ^{g_{t}}.}

### کاربردها
- حدس پوانکاره

### محتوای عمومی
- انحنای ریچی
- حساب تغییرات

## کتب درسی
- Andrews, Ben; Hopper, Christopher (2011). The Ricci Flow in Riemannian Geometry: A Complete Proof of the Differentiable 1/4-Pinching Sphere Theorem. Lecture Notes in Mathematics. Vol. 2011. Heidelberg: Springer. doi:10.1007/978-3-642-16286-2. ISBN 978-3-642-16285-5.
- Brendle, Simon (2010). Ricci Flow and the Sphere Theorem. Graduate Studies in Mathematics. Vol. 111. Providence, RI: American Mathematical Society. doi:10.1090/gsm/111. ISBN 978-0-8218-4938-5.
- Cao, H.D.; Chow, B.; Chu, S.C.; Yau, S.T., eds. (2003). Collected Papers on Ricci Flow. Series in Geometry and Topology. Vol. 37. Somerville, MA: International Press. ISBN 1-57146-110-8.
- Chow, Bennett; Chu, Sun-Chin; Glickenstein, David; Guenther, Christine; Isenberg, James; Ivey, Tom; Knopf, Dan; Lu, Peng; Luo, Feng; Ni, Lei (2007). The Ricci Flow: Techniques and Applications. Part I. Geometric Aspects. Mathematical Surveys and Monographs. Vol. 135. Providence, RI: American Mathematical Society. ISBN 978-0-8218-3946-1.
- Chow, Bennett; Chu, Sun-Chin; Glickenstein, David; Guenther, Christine; Isenberg, James; Ivey, Tom; Knopf, Dan; Lu, Peng; Luo, Feng; Ni, Lei (2008). The Ricci Flow: Techniques and Applications. Part II. Analytic Aspects. Mathematical Surveys and Monographs. Vol. 144. Providence, RI: American Mathematical Society. ISBN 978-0-8218-4429-8.
- Chow, Bennett; Chu, Sun-Chin; Glickenstein, David; Guenther, Christine; Isenberg, James; Ivey, Tom; Knopf, Dan; Lu, Peng; Luo, Feng; Ni, Lei (2010). The Ricci Flow: Techniques and Applications. Part III. Geometric-Analytic Aspects. Mathematical Surveys and Monographs. Vol. 163. Providence, RI: American Mathematical Society. doi:10.1090/surv/163. ISBN 978-0-8218-4661-2.
- Chow, Bennett; Chu, Sun-Chin; Glickenstein, David; Guenther, Christine; Isenberg, James; Ivey, Tom; Knopf, Dan; Lu, Peng; Luo, Feng; Ni, Lei (2015). The Ricci Flow: Techniques and Applications. Part IV. Long-Time Solutions and Related Topics. Mathematical Surveys and Monographs. Vol. 206. Providence, RI: American Mathematical Society. doi:10.1090/surv/206. ISBN 978-0-8218-4991-0.
- Chow, Bennett; Knopf, Dan (2004). The Ricci Flow: An Introduction. Mathematical Surveys and Monographs. Vol. 110. Providence, RI: American Mathematical Society. doi:10.1090/surv/110. ISBN 0-8218-3515-7.
- Chow, Bennett; Lu, Peng; Ni, Lei (2006). Hamilton's Ricci Flow. Graduate Studies in Mathematics. Vol. 77. Beijing, New York: American Mathematical Society, Providence, RI; Science Press. doi:10.1090/gsm/077. ISBN 978-0-8218-4231-7.
- Morgan, John W.; Fong, Frederick Tsz-Ho (2010). Ricci Flow and Geometrization of 3-Manifolds. University Lecture Series. Vol. 53. Providence, RI: American Mathematical Society. doi:10.1090/ulect/053. ISBN 978-0-8218-4963-7.
- Morgan, John; Tian, Gang (2007). Ricci Flow and the Poincaré Conjecture. Clay Mathematics Monographs. Vol. 3. Providence, RI and Cambridge, MA: American Mathematical Society and Clay Mathematics Institute. ISBN 978-0-8218-4328-4.
- Müller, Reto (2006). Differential Harnack inequalities and the Ricci flow. EMS Series of Lectures in Mathematics. Zürich: European Mathematical Society (EMS). doi:10.4171/030. hdl:2318/1701023. ISBN 978-3-03719-030-2.
- Topping, Peter (2006). Lectures on the Ricci Flow. London Mathematical Society Lecture Note Series. Vol. 325. Cambridge: Cambridge University Press. doi:10.1017/CBO9780511721465. ISBN 0-521-68947-3.
- Zhang, Qi S. (2011). Sobolev Inequalities, Heat Kernels under Ricci Flow, and the Poincaré Conjecture. Boca Raton, FL: CRC Press. ISBN 978-1-4398-3459-6.